# الأغراب (السدة)

تعديل مصدري - تعديل

الأغراب هي إحدى قرى عزلة الأعماس بمديرية السدة التابعة لمحافظة إب، بلغ تعداد سكانها 728 نسمة حسب تعداد اليمن لعام 2004.